# Empis cilicauda
Empis cilicauda är en tvåvingeart som beskrevs av Collin 1960. Empis cilicauda ingår i släktet Empis och familjen dansflugor. Inga underarter finns listade i Catalogue of Life.